# Santa María Coapan
Coapan (del náhuatl, Coa = Culebra o víbora, Pan = lugar o río), es una población ubicada al sureste de la ciudad y municipio de Tehuacán en el estado de Puebla. Tiene una población aproximada de 15 mil habitantes.

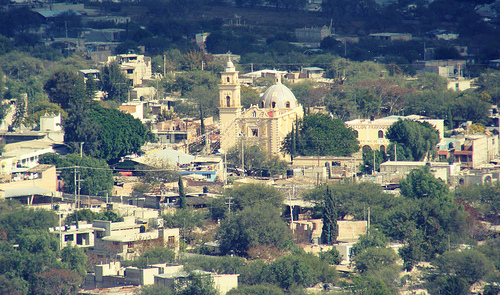
Santa María de la Asunción Coapan

Por años se ha convertido en la principal abastecedora de tortilla hecha a mano en mercados, restaurantes, hoteles y colonias de la zona urbana, su textura y tamaño la distinguen del resto, por lo cual la población es conocida como la Capital de la tortilla.
Coapan dispone de toda clase de servicios municipales, escuelas, actividad comercial de todos los ramos y medios de transporte variados. Se cultivan todavía las tradiciones y siendo la población en su mayoría católica festejan cada año el 15 de agosto a su Patrona La Asunción de María a quien está dedicada su iglesia que fue edificada por los primeros colonizadores españoles de 1652 a 1658.
Localización
La Población se Santa María de La Asunción Coapan es una de las 12 juntas auxiliares del Municipio de Tehuacán. Se localiza al sureste de la cabecera municipal y forma parte del valle de Tehuacán, una parte de la población se encuentra dentro del área natura protegida denominada reserva de la biosfera Tehuacán-Cuicatlán. 
Al norte colinda con la mancha urbana de Tehuacán, al sur con el municipio de Zapotitlán Salinas y al sureste con la población de San Marcos Necoxtla.
Historia
Los primeros pobladores fueron los popolocas de la tribu "Tehua", a principios del año 1540 huian de los Mixtecos y por tal motivo se refugiaron a la falda de los cerros, cerca del Jagüey llamado "Tepochcatlac", un poco más al suroeste del lugar que hoy llaman el calvario, más cerca de Tehuacán de lo que ahora es Santa María Coapan.
Fiesta patronal
Cada 15 de agosto se celebra la fiesta patronal en honor a la Virgen de la Asunción a quien está dedicada la parroquia de la comunidad. Es una de las fiestas patronales más concurridas de toda la región de Tehuacán.
Cada año las principales avenidas de la comunidad son adornadas, en el zócalo de la comunidad se instalan puestos de comida que le ofrecen a los visitantes todo tipo de antojitos típicos de la comunidad. Se realiza la tradicional quema del castillo acompañado de numerosos fuegos artificiales.
Santa María de la Asunción Coapan
- Datos: Q16628774